# Ladrón, marido y amante
Ladrón, marido y amante (título original: Pas si méchant que ça) es una película suizo-francesa de drama, romance y crimen de 1975, dirigida por Claude Goretta, que a su vez la escribió junto a Charlotte Dubreuil, musicalizada por Arié Dzierlatka y Patrick Moraz, en la fotografía estuvo Renato Berta, los protagonistas son Marlène Jobert, Gérard Depardieu y Dominique Labourier, entre otros. El filme fue realizado por Artco-Film, Citel Films, Action Films y MJ Productions.

## Sinopsis
Un fabricante de muebles tiene problemas en su empresa y se dispone a asaltar bancos para pagarle a sus empleados.